# Шулятицкий, Тарас Иосифович
Тарас Иосифович Шулятицкий (укр. Тарас Йосипович Шулятицький; 22 мая 1945, Высочанка, Станиславская область — 24 декабря 2000, Львов) — советский футболист, полузащитник. Известен по выступления за ЦСКА, львовские СКА и «Карпаты». Игрок олимпийской и второй сборной СССР. Мастер спорта (1966)

## Биография

### Ранние годы
Тарас Шулятицкий вырос в Ивано-Франковске (тогда он назывался Станислав) в районе Горка, неподалёку от железнодорожного вокзала. В этом же районе находился и находится стадион Локомотив. Поэтому неудивительно, что Тарас, вместе со своим братом Юрием, будущим известным тренером, увлекся футболом, играя с утра до вечера. Их, как других талантливых ребят Горки, заметил и пригласил в свою команду детский тренер «Локомотива» Владимир Брындзей (отец Веры Брындзей, чемпионки мира по конькобежному спорту).
Шулятицкий был одним из лучших юниоров в системе клуба, за свою технику он получает прозвище «Пеле с Горки». Уже в 16 лет дебютировал в основе взрослой команды «Локомотива» на позиции полузащитника. В те годы лучшим футболистам «Локомотива» была прямая дорога в главную команду города — «Спартак». Но, как вспоминает брат Тараса — Юрий:

Мы с братом не хотели играть за «Спартак». Наш отец работал на железной дороге и мы были настоящими патриотами «Локомотива». Так случилось, что Тараса забрали в Крым. На счастье туда приехал на сборы наш «Спартак» и лучший игрок команды Мирослав Думанский всё же уговорил брата стать под красно-белые знамёна.

### Спартак Ивано-Франковск
В начале 1960-х главный ивано-франковский клуб переживал не лучшие времена, так как всех мало-мальски заигравших футболистов забирали в армейский клуб из Львова, находившийся в расцвете. Шулятицкий, как один из самых талантливых спартаковцев, также отправился во Львов, в будущем это ему предстоит ещё не раз. В сезоне 1965 СКА с Шулятицким в составе выигрывает чемпионат Украины среди команд класса «Б», выигрывает переходные матчи у львовских же «Карпат» и дебютирует в классе «А», где с ходу занимает третью строчку в таблице. А Шулятицкий попадает в список 33 лучших игроков Украины вместе со своим товарищем по СКА и ранее «Спартаку» — Петром Данильчуком. В этом же сезоне 1966 Шулятицкий, Данильчук и их одноклубник Степан Варга дебютируют в олимпийской сборной СССР, будучи при этом игроками первой лиги!.

### ЦСКА
В 1967 году Шулятицкий снова идёт на повышение в армейской иерархии — отправляется в столичный ЦСКА, которым тогда как раз руководил Сергей Шапошников, бывший тренер СКА. И если сперва публика приняла его недружелюбно, называя «бандеровцем» в спину, то вскоре он становится любимцем публики. В первом же сезоне новичок становится штатным пенальтистом армейцев, благодаря мощным и точным ударам с отметки. Спартаковцу Маслаченко он забивает пенальти с такой силой, что тот не может поверить в реальность гола. За чемпионат Тарас забивает 6 мячей, больше всех других бомбардиров клуба и получает от москвичей прозвище «Наш Тарас». В этом же сезоне он забивает в 1/4 Кубка с пенальти «Локомотиву», благодаря чему доходит с армейцами до финала Кубка, но ЦСКА уступает старым соперникам-динамовцам, несмотря на равную борьбу, с крупным счётом 0:3. За сезон полузащитник заслуженно получает приз «Лучшему дебютанту сезона», вручаемый журналом «Смена». На следующий сезон Шулятицкий повторяет свой показатель в 6 мячей, а ЦСКА близок к выигрышу «бронзы», но уступает землякам-торпедовцам по дополнительным показателям и медали, и шанс дебютировать в еврокубках . После окончания двух лет обязательной армейской службы, полузащитника пытаются переманить другие клубы, в том числе и «Шахтёр». Ему уже находят квартиру в Донецке, но о поползновениях «горняков» в сторону Шулятицкого узнают в злейшем конкуренте донетчан — киевском «Динамо». Тренер киевлян, прославленный Виктор Маслов заявляет: «Либо Шулятицкий идёт в Динамо, либо на Украине его не будет». После этого уже и в ЦСКА узнали о планах футболиста уйти, министерство Обороны срочно присваивает ему офицерское звание, в результате чего уход был крайне затруднён. Тем временем Шулятицкий попадает в опалу к тренеру армейцев Николаеву из-за нарушения режима. Вспоминает известный игрок армейцев Марьян Плахетко:

Помню, случай был. Дударенко жил возле «Динамо», а Масляев ещё с кем-то к нему в гости собрались. Идут себе, довольные, сумки битком набиты. А мимо на трамвае Николаев проезжал. Увидел Валентин Саныч своих красавцев, вышел из вагона и за ними. Они его к Дударенко и привели. А там Володя с Тарасом Шулятицким уже поляну накрывают. Ну, Николаев им это мероприятие и сорвал.
Игровая карьера в ЦСКА не ладилась. В сезоне 1969 Шулятицкий провёл лишь 9 матчей за клуб и не забил ни разу. В сезоне 1970 и вовсе полностью выпал из основного состава. В середине сезона ему удалось перейти в московское «Динамо», но и здесь он не сыграл ни разу, выходя лишь за дубль (8 матчей, 1 гол). Парадокс, но в сезоне 1970 обе команды, за которые был заявлен Шулятицкий, боролись за титул между собой, дойдя до золотого матча, но Шулятицкий не только не получил медалей — в основе обоих призёров за весь год он и не сыграл ни разу. В 1971 году Тарас возвращается на Украину.

### Возвращение домой
После неудачного сезона в Москве Шулятицкий отправляется во Львов, но не в СКА, а в «Карпаты», которые в 1971 году как раз дебютировали в высшей лиге. В «Карпатах» он так же, как и в ЦСКА становится штатным пенальтистом. И в этом-то сезоне он допускает, возможно, самый счастливый промах в своей жизни. Как рассказывал в интервью тогдашний игрок «Карпат» Лев Броварский:

 - Правда ли, что в те времена опасно было играть на Кавказе?
— Да. В 1971-м мы противостояли в Ереване местному «Арарату». Полный стадион, у армянской команды — тотальное преимущество. Маркаров забил нам, соперник вырвался вперед. В конце тайма хозяева сбили Лихачева в штрафном. Арбитр матча москвич Табаков назначил пенальти. Кульчицкий не ошибся — 1:1. А за минуту до окончания матча игроки « Арарата» «сфолили» уже против Грещака. Табаков снова назначает одиннадцатиметровый. Зрители выбегают на поле. Кто-то из игроков «Арарата» откровенно ударил Кульчицкого, потому что знал, что тот попадет в ворота с пенальти. К отметке подошёл Шулятицкий — штанга. После игры мы сразу направились в тоннель. Часа три не выходили из раздевалки. Судью вывозила милицейская машина. Ночью возле гостиницы болельщики вышли с транспарантами: «Судья — п…раст!». На следующий день в аэропорту к нам подошли фанаты «Арарата». «Первый пенальти был?» — спрашиваем. «Был». — «А второй?» — «Тоже». «Чего орали?» — «На Кавказе два пенальти не назначают».

Тем временем во Львове Тарас не задерживается, и следующий год отыгрывает в винницком «Локомотиве» во второй лиге. А в 1973 году, наконец, возвращается в родной Ивано-Франковск. В «Спартак», проводивший свой первый сезон в первой лиге. Дома Тарас Шулятицкий и завершил игроцкую карьеру в 1975 году.

### Повесть о двух городах
Завязав с карьерой профессионального футболиста, Шулятицкий вновь перемещается между двумя городами, в которых проходит вся его жизнь — Львов и Ивано-Франковск. Во Львове он работает директором стадиона «Торпедо», попутно играет за любителей за местный «Автомобилист». В Ивано-Франковске открывает детскую футбольную школу «Ника», которая ныне имеет договор с киевским «Динамо». Во Львове Тарас Иосифович Шулятицкий скончался в возрасте 55 лет в 2000 году. Его сын пошёл по стопам отца и тоже стал футболистом.

## Карьера в сборной
В 1966—1967 годах провёл три товарищеских матча (не считая матчей сборных против клубных команд, не признаваемых ФИФА) за олимпийскую сборную СССР — с Югославией (1:2) в родном Львове на стадионе «Дружба» в присутствии 50.000 зрителей, и Японией (2:0, 0:0) в дальневосточном турне. Также сыграл матч за вторую сборную СССР со второй сборной Болгарии (1:1) в 1967 году.

## Статистика
| Клуб                    | Див              | Сезон            | Чемпионат | Чемпионат | Кубки | Кубки | Еврокубки | Еврокубки | Итого | Итого |
| Клуб                    | Див              | Сезон            | Игры      | Голы      | Игры  | Голы  | Игры      | Голы      | Игры  | Голы  |
| ----------------------- | ---------------- | ---------------- | --------- | --------- | ----- | ----- | --------- | --------- | ----- | ----- |
| Спартак Ивано-Франковск | C                | 1962             | 13        | 0         | 0     | 0     | 0         | 0         | 13    | 0     |
| Спартак Ивано-Франковск | C                | 1963             | 38        | 1         | ?     | 1     | 0         | 0         | 38    | 2     |
| Спартак Ивано-Франковск | C                | 1964             | 26        | 0         | ?     | 1     | 0         | 0         | 26    | 1     |
| Спартак Ивано-Франковск | Итого            | Итого            | 77        | 1         | ?     | 2     | 0         | 0         | 77    | 3     |
| СКА Львов               | C                | 1965             | 36        | 13        | 0     | 0     | 0         | 0         | 36    | 13    |
| СКА Львов               | B                | 1966             | 34        | 6         | 0     | 0     | 0         | 0         | 34    | 6     |
| СКА Львов               | Итого            | Итого            | 70        | 19        | 0     | 0     | 0         | 0         | 70    | 19    |
| ЦСКА                    | A                | 1967             | 33        | 6         | 6     | 1     | 0         | 0         | 39    | 7     |
| ЦСКА                    | A                | 1968             | 22        | 6         | 1     | 0     | 0         | 0         | 23    | 6     |
| ЦСКА                    | A                | 1969             | 8         | 0         | 1     | 0     | 0         | 0         | 9     | 0     |
| ЦСКА                    | Итого            | Итого            | 63        | 12        | 8     | 1     | 0         | 0         | 71    | 13    |
| Карпаты Львов           | A                | 1971             | 16        | 1         | 0     | 0     | 0         | 0         | 16    | 1     |
| Карпаты Львов           | Итого            | Итого            | 16        | 1         | 0     | 0     | 0         | 0         | 16    | 1     |
| Локомотив Винница       | C                | 1972             | ?         | 2         | 0     | 0     | 0         | 0         | ?     | 2     |
| Локомотив Винница       | Итого            | Итого            | ?         | 2         | 0     | 0     | 0         | 0         | ?     | 2     |
| Спартак Ивано-Франковск | B                | 1973             | 22        | 3         | 0     | 0     | 0         | 0         | 22    | 3     |
| Спартак Ивано-Франковск | B                | 1975             | ?         | ?         | 0     | 0     | 0         | 0         | ?     | ?     |
| Спартак Ивано-Франковск | Итого            | Итого            | 22        | 3         | 0     | 0     | 0         | 0         | 22    | 3     |
| Всего за карьеру        | Всего за карьеру | Всего за карьеру | 248       | 38        | 8     | 3     | 0         | 0         | 256   | 41    |

## Достижения

### Командные
ЦСКА
- Финалист Кубка СССР: 1967

### Личные
- Приз «Лучшим дебютантам сезона» журнала «Смена»: 1967

## Семья
Представитель футбольной династии Шулятицких: брат, Юрий-Иосиф, известен как футбольный тренер. Его сын, племянник Тараса, Юрий, стал профессиональным футболистом, выступавшим в украинских клубах. Сын Тараса, Андрей, также играл в футбол на профессиональном уровне